# Wojsko Księstwa Kurlandii i Semigalii

Księstwo Kurlandii i Semigalii w 1740

Wojsko Księstwa Kurlandii i Semigalii – siły zbrojne Księstwa Kurlandii i Semigalii 1562–1795, księstwa lennego Rzeczypospolitej Obojga Narodów ze stolicą w Mitawie, powstałego po sekularyzowaniu inflanckiej gałęzi zakonu krzyżackiego w 1561 roku.
Siły Kurlandii jako wojska lenne były integralną częścią wojska Rzeczypospolitej. W czasie pokoju nie liczyły więcej niż 400 zbrojnych.

## Udział w wojnie o Inflanty

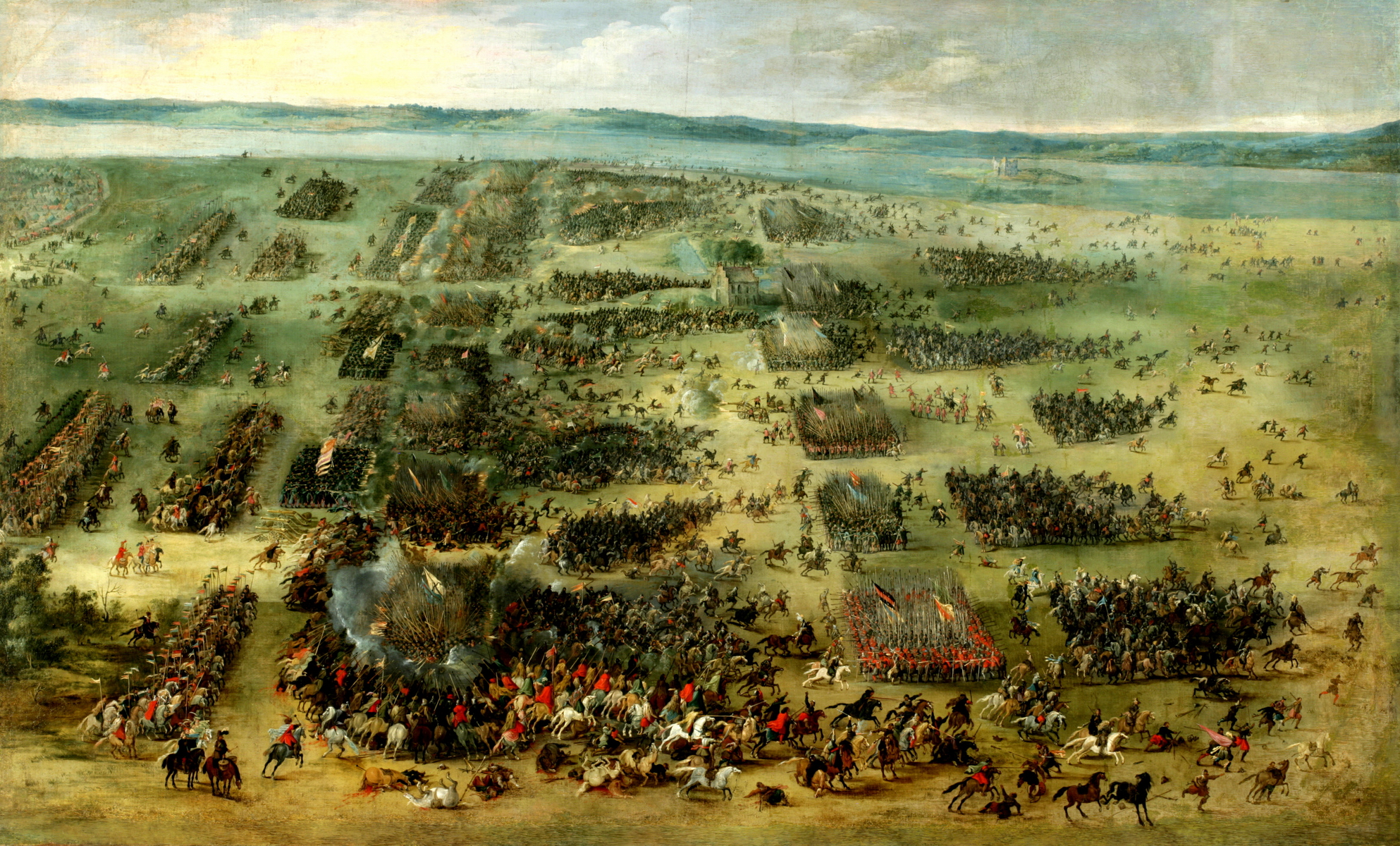
Bitwa pod Kircholmem 1605 (mal. Pieter Snayers)

W 1599 Szwecja zerwała personalną unię polsko-szwedzką, co było przyczynkiem do nowego konfliktu.
19 sierpnia 1600 w Rewlu i Narwie wylądowała silna armia szwedzka licząca 10 000 żołnierzy. Gdy dołączyła do niej szlachta estońska i chłopska piechota dymowa, siły szwedzkie osiągnęły stan 14 000 żołnierzy. Całością dowodził Karol Sudermański.
Dowodzący siłami polskimi w Inflantach wojewoda wendeński Jerzy Farensbach miał jedynie 2400 zaciężnych żołnierzy (w tym 800 husarii i 1000 piechoty). Posiłki kurlandzkie, kontyngenty miasta Rygi, pospolite ruszenie inflanckie i Tatarzy litewscy sprawili jednak, że siły Rzeczypospolitej osiągnęły stan 4500 żołnierzy.
Pod koniec września 1605 książę kurlandzki Fryderyk Kettler wystawił pod Kircholmem około 300 kurlandzkich rajtarów.

Rozejm w Mitawie z 1622 pozostawiał lenno kurlandzkie oraz południowo-wschodnie Inflanty z Dyneburgiem - Polsce. Tę część Inflant zaczęto później nazywać 
Inflantami Polskimi. Pozostałą część Inflant zatrzymała Szwecja.

## Udział w wojnie ze Szwecją o ujście Wisły
W połowie kwietnia 1627 flota w składzie 9 okrętów pod dowództwem admirała Arenda Dickmanna wyszła w morze. Krążyła od brzegów Kurlandii do Kołobrzegu, chwytała statki dostarczające Szwedom zaopatrzenie. Przez parę tygodni panowała na tej części Bałtyku.
Kurlandzkie okręty wzięły udział w bitwie morskiej pod Oliwą 28 listopada 1627.

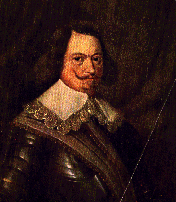
Jakub Kettler

## Czasy świetności za Jakuba Kettlera
Za panowania księcia Jakuba Kettlera, czyli w najlepszym okresie istnienia wojska, siły kurlandzkie liczyły od 1000 do 1200 żołnierzy i około 60 okrętów.
Kettler nie ukrywał swoich ambicji kolonialnych. W latach 1639–1693 do Kurlandii należała część Tobago i część terenów współczesnej Gambii. Również tam powstały forty kurlandzkiego wojska.

## Udział w III wojnie polsko-tureckiej
W 1683 wybuchła wojna polsko-turecka. Wojsko Kurlandii i Semigalii jako wojsko lenne wsparło pozostałe oddziały wojska Rzeczypospolitej.
W 1685 książę kurlandzki Fryderyk Kazimierz Kettler wziął osobiście udział w kampanii bukowińskiej przeciwko Imperium Osmańskiemu.

## Powstanie kurlandzkie w 1794

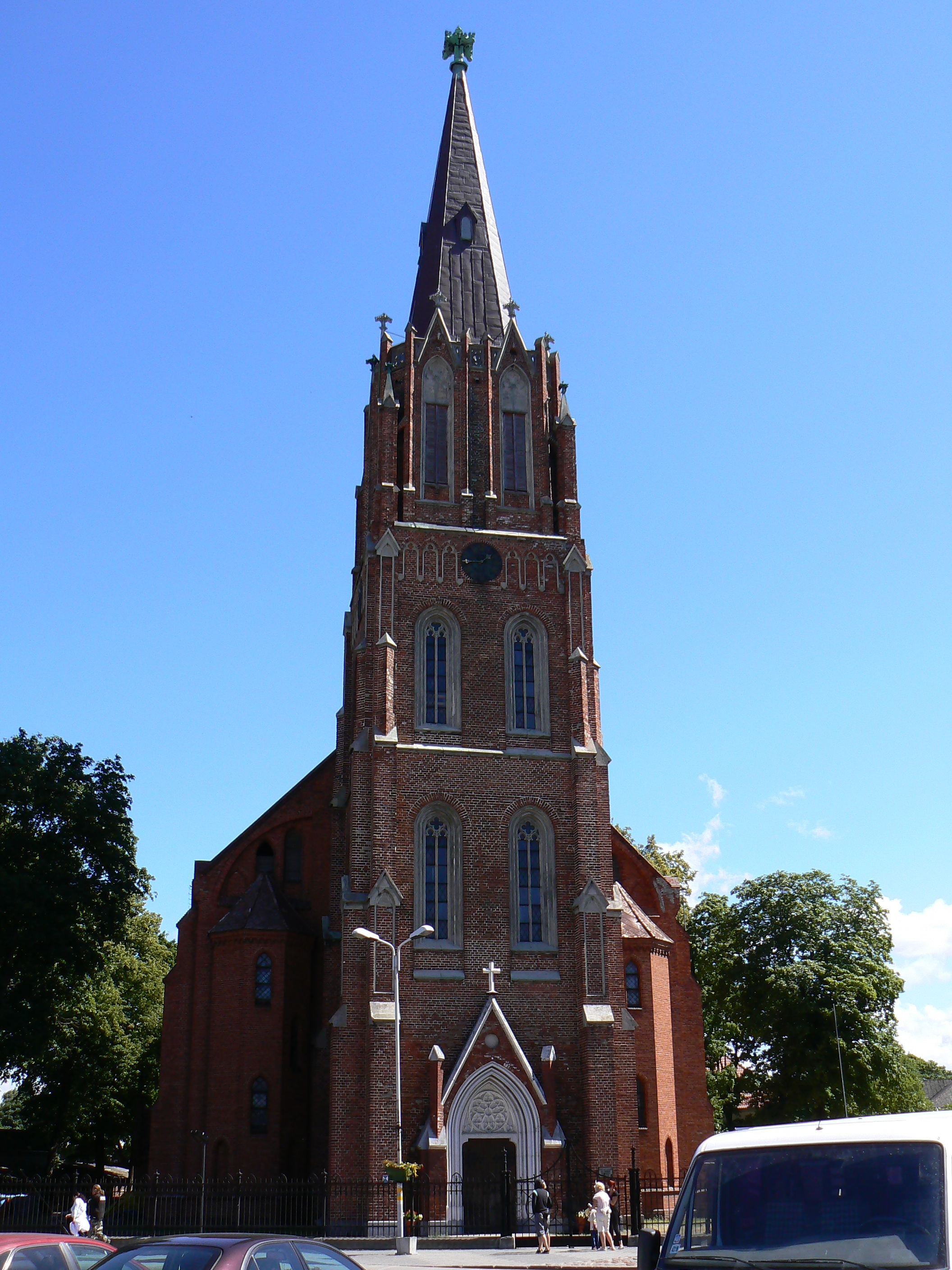
Lipawa (zdjęcie współczesne)

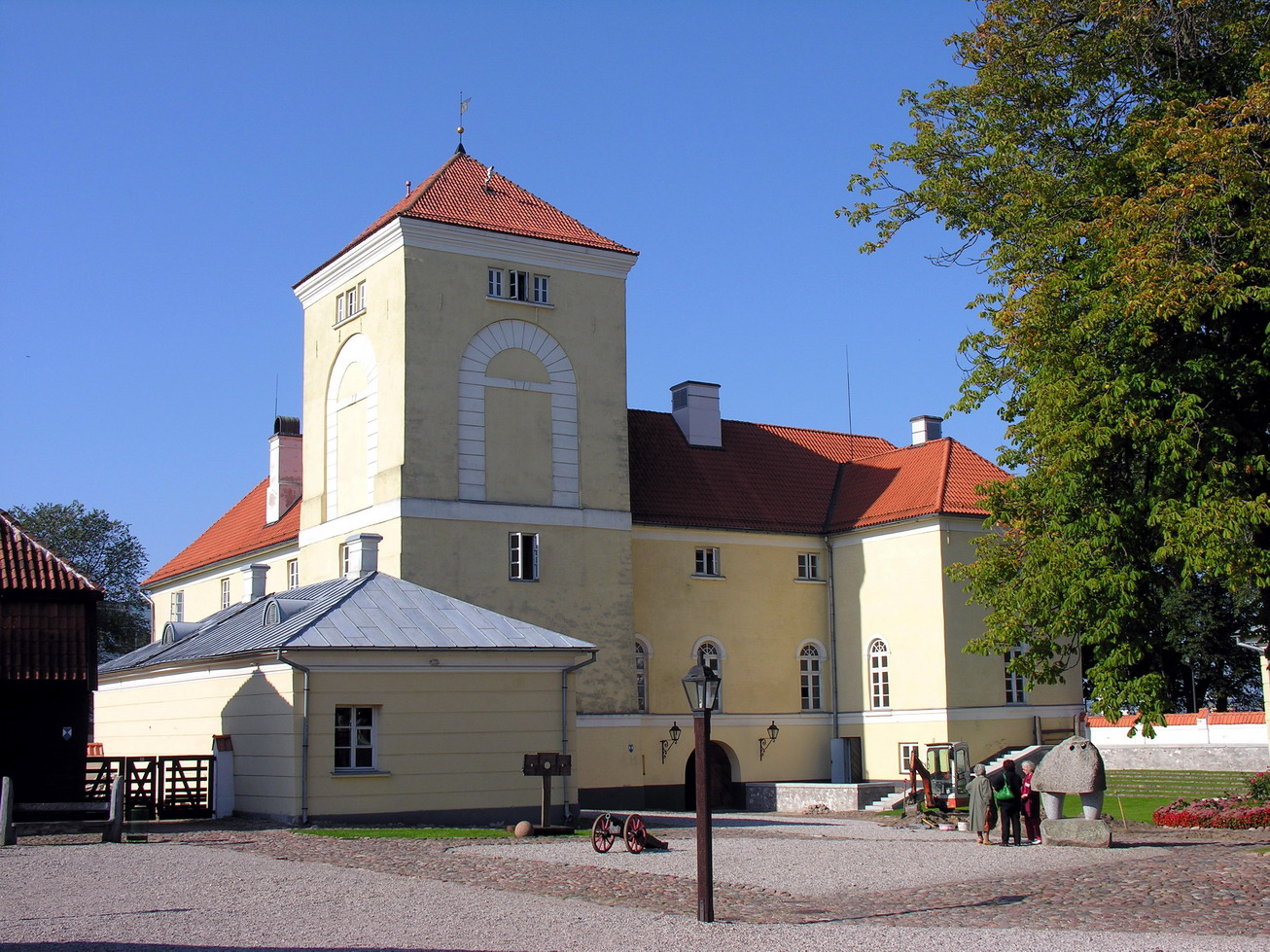
Zamek krzyżacki w Windawie

Powstanie kościuszkowskie objęło Kurlandię z chwilą, gdy liczący około 1500 żołnierzy i 2 działa oddział generała majora powiatu telszewskiego A. Wojtkiewicza, będący częścią działającej na pograniczu Żmudzi i Kurlandii dywizji generała lejtnanta Tomasza Wawrzeckiego, zajął bez walki Lipawę, rozbrajając mały garnizon kurlandzki. Wybuch powstania na terenie Kurlandii doprowadził do przerwania połączenia lądowego między Prusami a Rosją.
Uroczyste ogłoszenie aktu powstania Księstwa Kurlandzkiego nastąpiło 28 czerwca. Generałem majorem księstwa wybrany został Henryk Mirbach, który natychmiast przystąpił do tworzenia lokalnych oddziałów. Głoszone przez powstańców hasła wolności i równości przyciągnęły do powstania miejscowych mieszczan i chłopów. Jedynie kurlandzka szlachta, w większości mająca niemieckie pochodzenie, odnosiła się do powstańców z wrogością.
Zaniepokojony rozszerzeniem się powstania na obszar Kurlandii rosyjski generał Siergiej Golicyn wysłał z Bowska do Lipawy oddział w sile 1100 żołnierzy i 8 dział dowodzony przez podpułkownika F. Kozlainowa, do którego niebawem dołączył oddział kurlandzki w sile 200 żołnierzy i 2 dział. Nie czujący się na siłach powstańcy w nocy na 11 lipca opuścili Lipawę i wycofali się w kierunku Dorbian. Kozlainow 12 lipca zajął opuszczone miasto i nałożył na nie kontrybucję.
Na początku sierpnia przybył do Dorbian Wawrzecki, przyprowadzając ze sobą znaczne posiłki liczące około 3000 żołnierzy i 8 sierpnia po krótkiej walce odzyskał Lipawę. Pozostawił w mieście garnizon i ruszył w pościg za cofającymi się siłami Kozlainowa, które uchodziły w kierunku Mitawy. Wkrótce po wycofaniu się Rosjan powstańcy opanowali całą zachodnią część Kurlandii do rzeki Windawy. Jeden z powstańczych oddziałów opanował dobra książęce Alszwangen (Alsunga) i zajął leżące nad Bałtykiem portowe miasto Windawę.
Kres kurlandzkiemu powstaniu położyła kapitulacja Wilna (Insurekcja wileńska), do której doszło 12 sierpnia. Wawrzecki zmuszony został do ewakuacji swych sił z Lipawy i w sierpniu wycofał się na Żmudź.